# ماريا مينشيكوف
الأميرة ماريا ألكسندر دانيلوفيتش مينشيكوف (بالإنجليزية: Maria Menshikova)‏ ‏ (1711-1729) هيَ ابنة أمير الإمبراطورية الروسية ألكسندر دانيلوفيتش مينشيكوف.

## حياتها
وُلدت ماريا في 26 ديسمبر 1711 في سانت بطرسبرغ، ووالدها هوَ الأمير ألكسندر مينشيكوف ووالدتها هيَ داريا ميخائيلوفن أرسينيف. ارتبطت ماريا مع بيتر الثاني حَفيد بطرس الأكبر، وبالرغم من عدم زواجهما إلا أنه تم الإعلان عن عقد القران ومناقشة الصداق.
بعد نَفي والدها، لَحقت به ماريا إلى المَنفى، وتُوفيت بمرض الجدري في 26 ديسمبر 1729 في بيروزوفو.